# Stever
Die Stever ist ein etwa 58 km langer, rechtsseitiger Zufluss der Lippe in den nordrhein-westfälischen Kreisen Coesfeld, Unna und Recklinghausen. Ihr Einzugsgebiet war der historische Stevergau, der zusammen mit dem Dreingau die Landschaft des südlichen Münsterlandes bildete.

## Name
Die Stever wurde im Jahr 800 („iuxta fluuium Stibirne“) erstmals urkundlich erwähnt. Der Name könnte möglicherweise vom germanischen Adjektiv *stibra- „steif“ abgeleitet sein, was im übertragenen Sinne „starker, kräftiger Fluss“ bedeuten könnte

## Geographie

### Verlauf
Die Stever entspringt zwischen Münster und Coesfeld, nahe der Baumberge-Wasserscheide. Andere Wasserläufe, deren Quellen in der Nähe liegen, fließen dadurch auf völlig unterschiedlichen Wegen zur See.
Unterhalb des Westerbergs mit dem Longinusturm befindet sich die Quelle der Stever an der Südwest-Abdachung der Baumberge in etwa 130 m Höhe bei den Bispinghöfen in Uphoven nordwestlich der kleinen Bauerschaft Stevern im Naturschutzgebiet Steverquelle. Der angestaute Quellteich diente früher als Löschwasserteich, Viehtränke und Fischzuchtbecken. Mehrere Grundquellen und Sickerstellen schütten so stark, dass das kleine Gerinnsel recht schnell zu einem üppigen Bach wird, der kurz danach ausreicht, um die erste Wassermühle in Stevern anzutreiben.

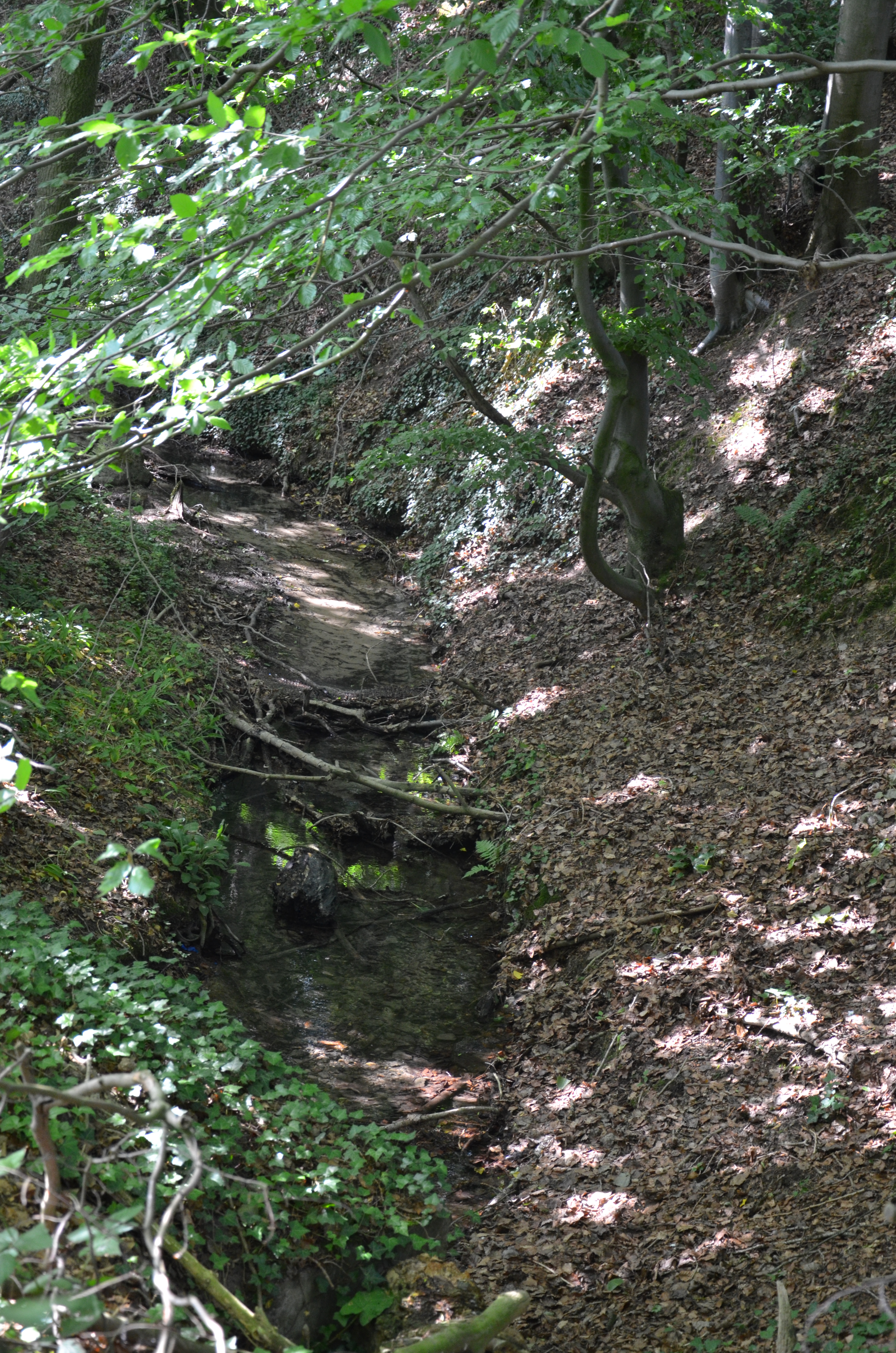
Stever-Oberlauf vor erster Grundquelle
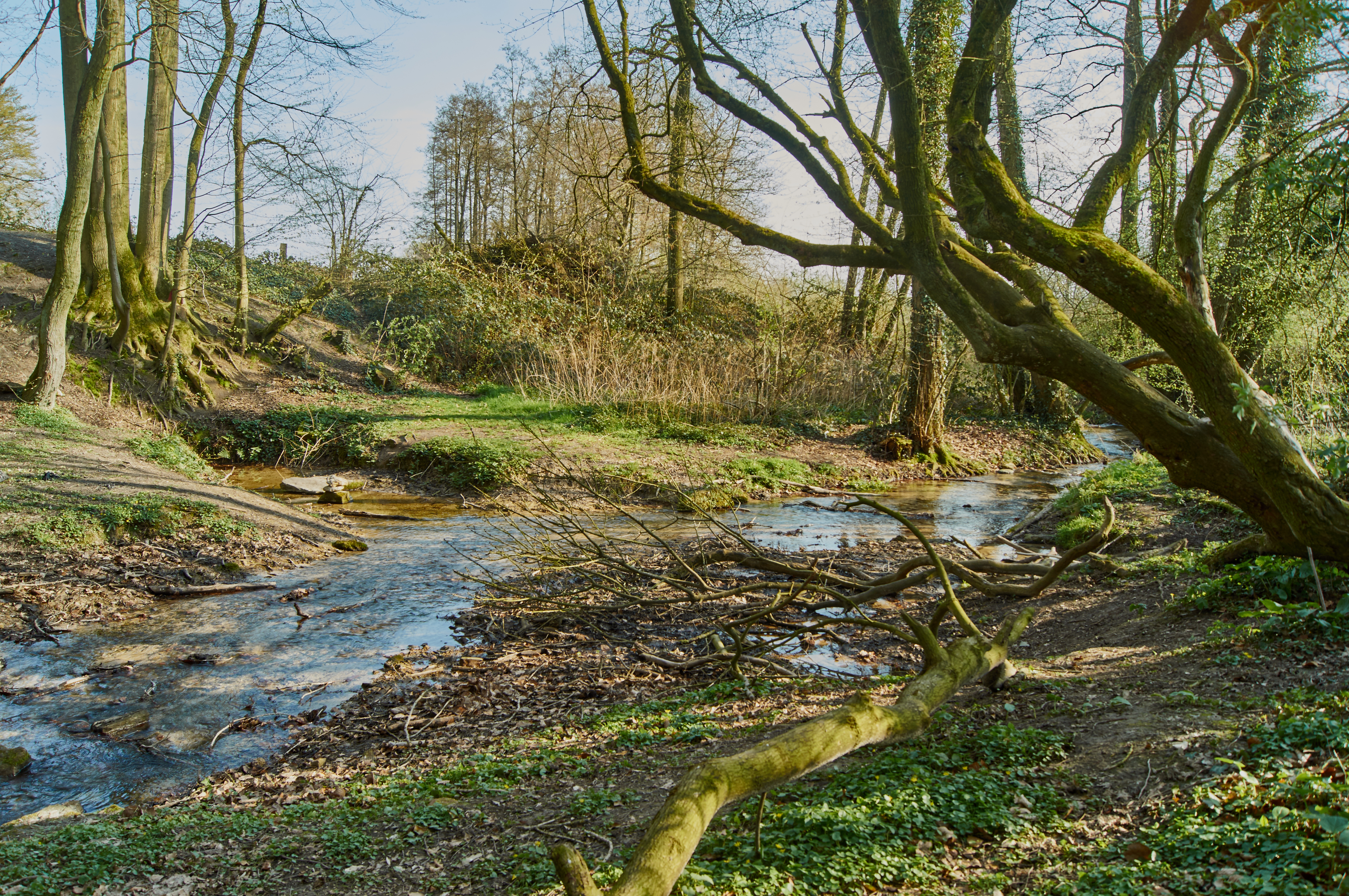
Oberlauf mit Grundquelle
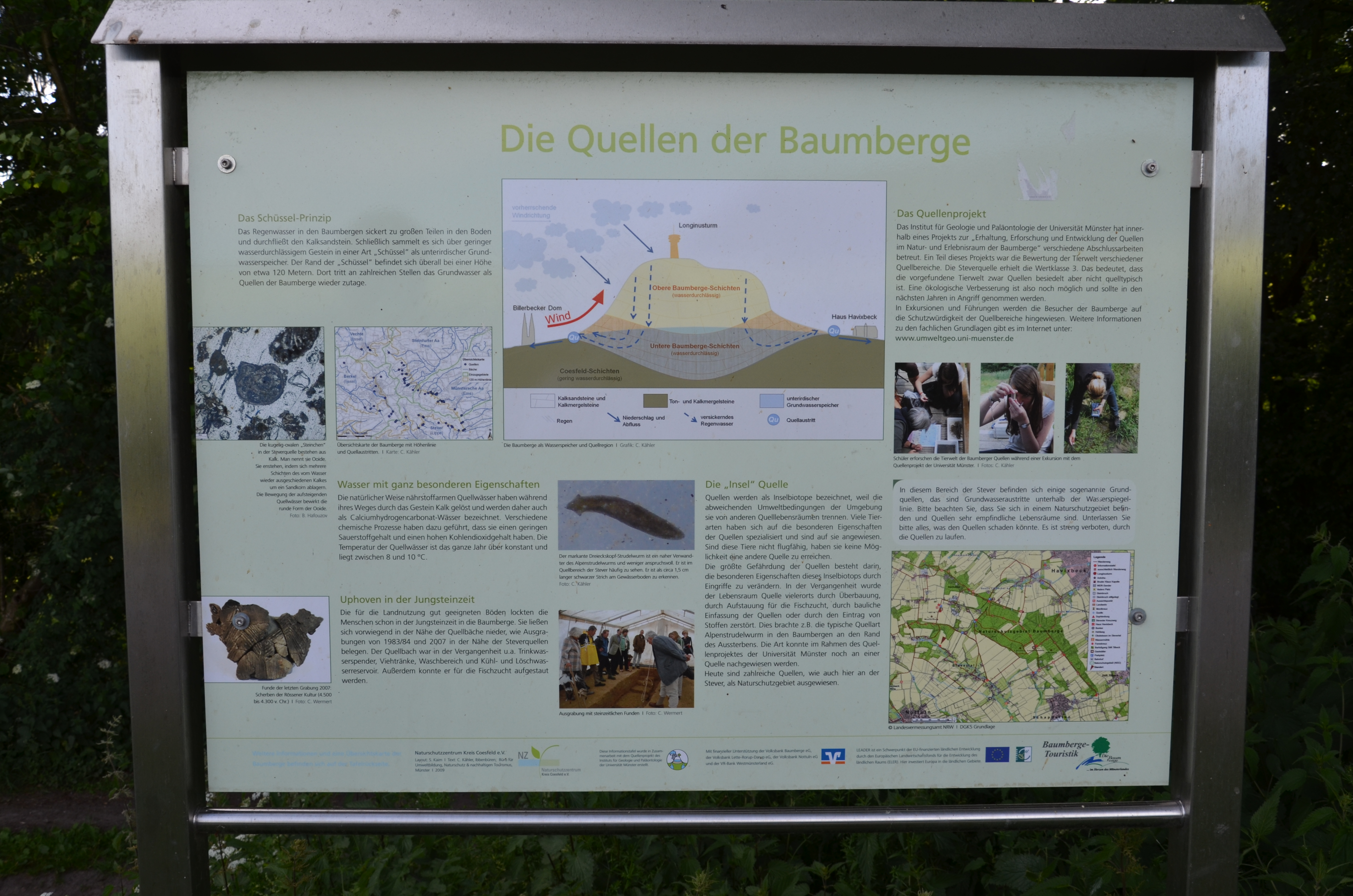
Infotafel Die Quellen der Baumberge

Von dort fließt die Stever reichlich mäandernd in südlicher Richtung durch Wiesen und Felder über Appelhülsen nach Senden, wo sie im Bürgerpark und am Schloss Senden verschiedene Seen und Gräften speist, am Schloss fließt ihr der Dummersbach zu. Anschließend quert die Stever den Dortmund-Ems-Kanal und den Altarm des Kanals (Alte Fahrt) unter zwei Kanalbrücken in südlicher Richtung, um auf ihrem Weg nach Lüdinghausen rechtsseitig den Nonnenbach und den aus Hiddingsel kommenden Kleuterbach aufzunehmen.
In Lüdinghausen (52 m ü. NHN) teilt sich die Stever und durchfließt die Stadt dreiarmig (Vischeringsche Stever, Mühlenstever, Ostenstever). Bevor sich die Vischeringsche Stever und die Mühlenstever im Süden des Stadtzentrums zur Alten Stever vereinen, speist das Wasser der erstgenannten die Gräften der Wasserburgen Vischering und Lüdinghausen. Ungefähr einen Kilometer nach Bildung der Alten Stever vereinigt sich diese mit der erst in den 1930er Jahren wegen der regelmäßig auftretenden Hochwässer künstlich angelegten Ostenstever, und der Fluss verlässt Lüdinghausen wieder vereint als Stever.

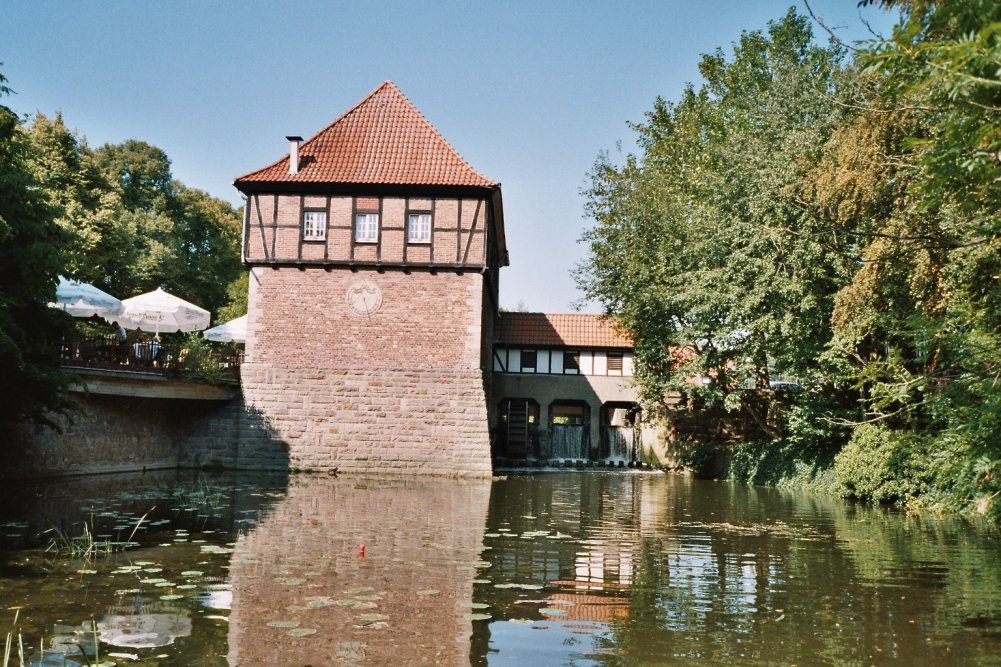
Wassermühle in Lüdinghausen
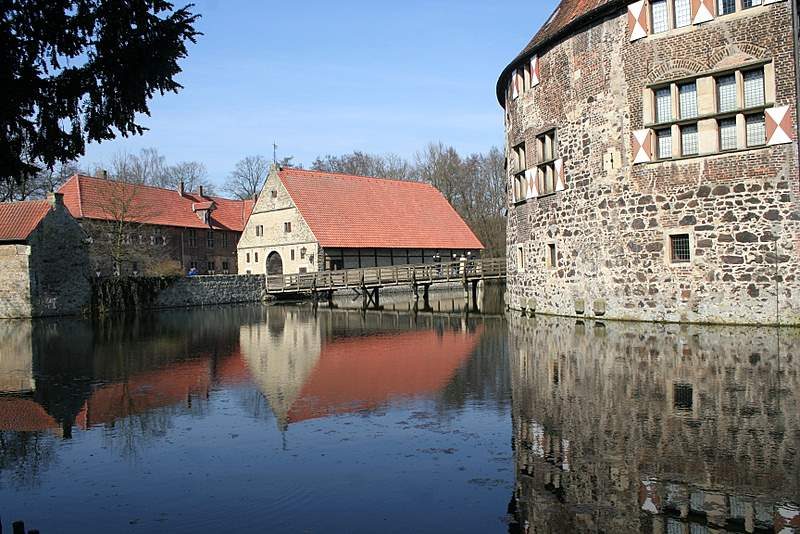
Wassergraben Burg Vischering
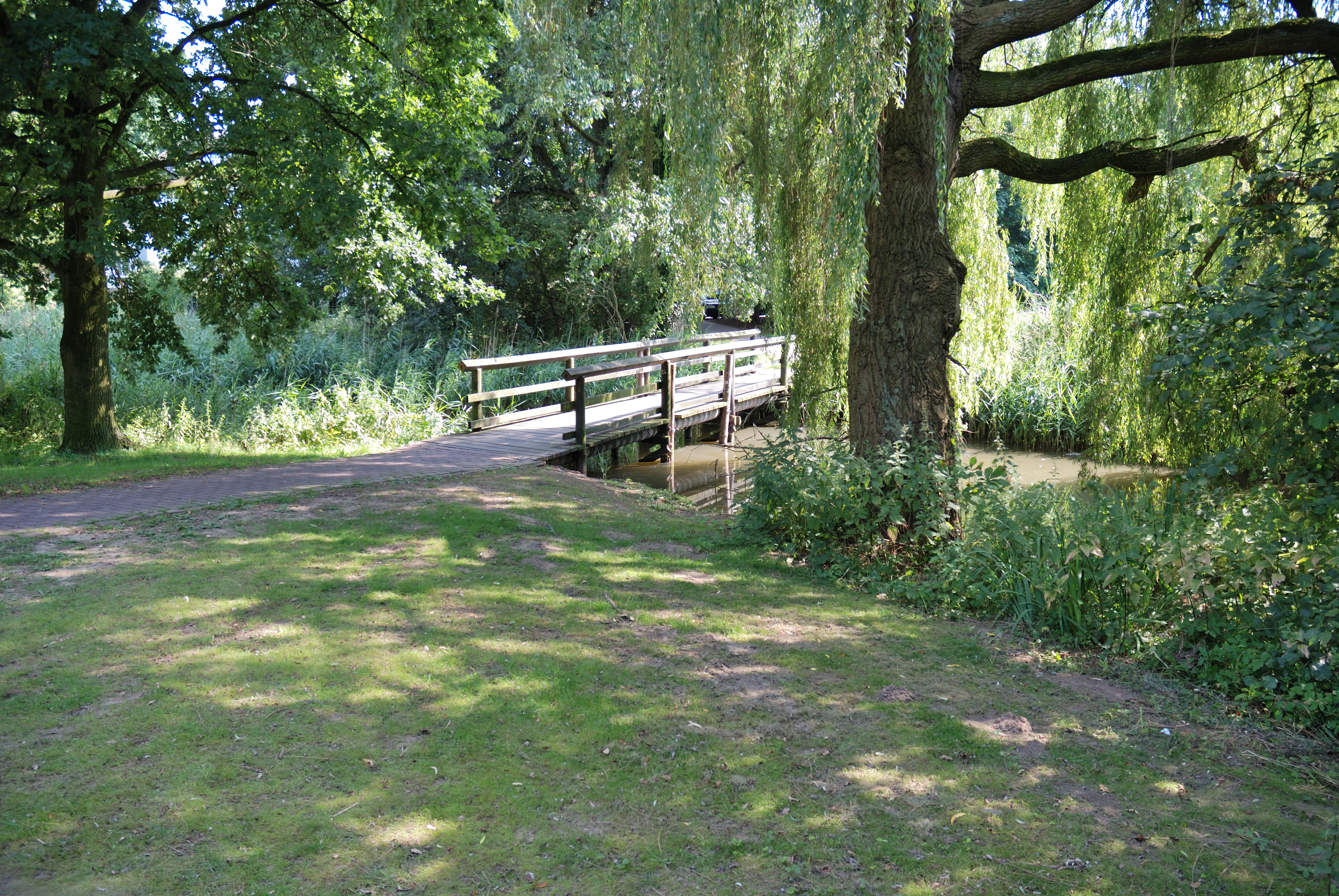
Gräfte Burg Lüdinghausen
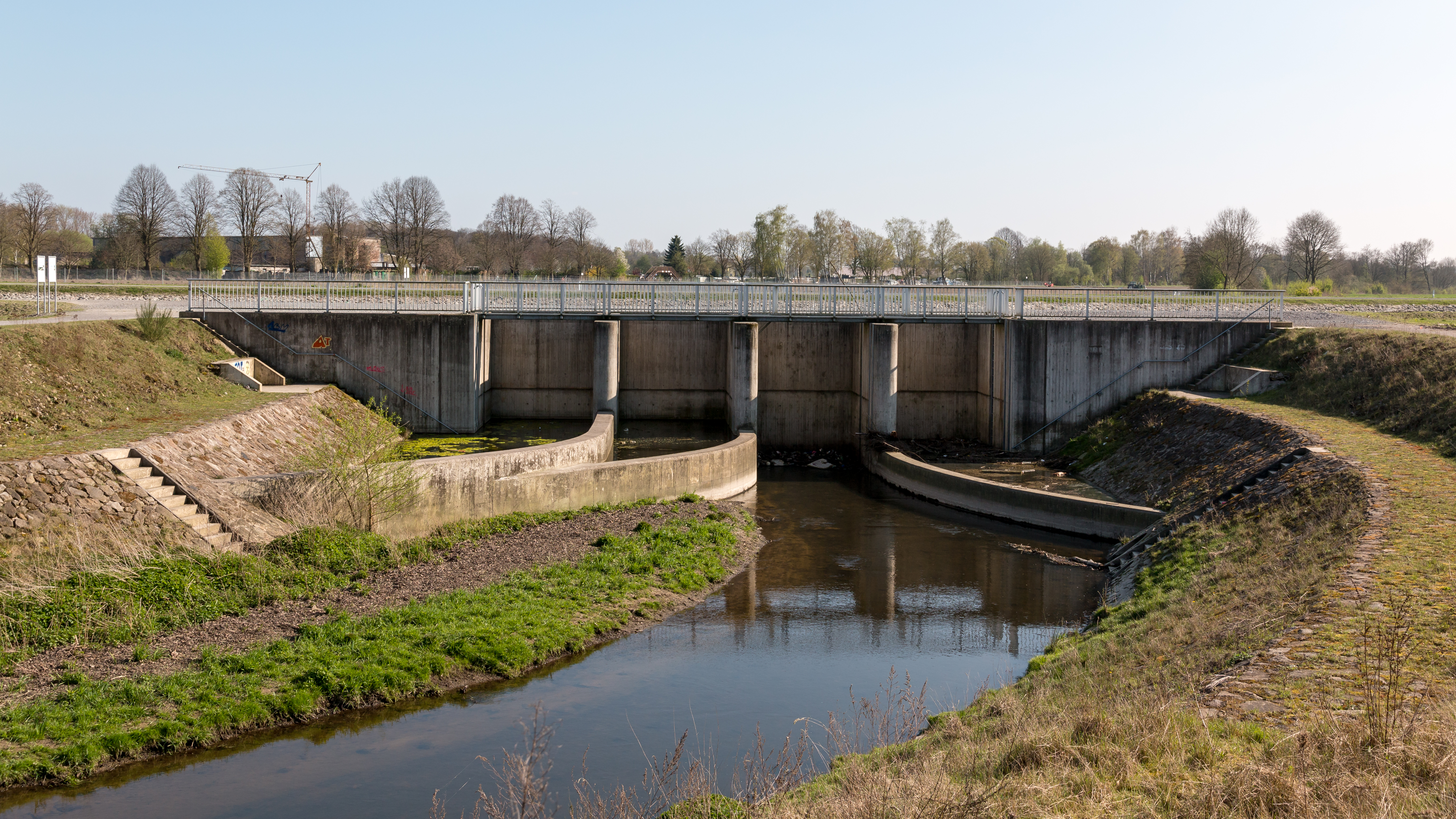
Düker zur Querung des Dortmund-Ems-Kanals

Danach mündet linksseitig der Beverbach, kurz darauf rechtsseitig der Seppenrader Bach. Aus dem Bereich Nordkirchen fließen linksseitig noch der Teufelsbach und der Flothbach zu. Nach zwei weiteren Zuflüssen ohne Namen nimmt die Stever weiter südlich linksseitig die aus Selm kommende Funne und die Ternsche als Ablauf des Ternscher Sees auf. Dann unterquert sie den Dortmund-Ems-Kanal und die Alte Fahrt ein weiteres Mal; dieses Mal in Ost-West-Richtung. Dabei fließt die Stever unter der sehenswerten Bogenbrücke der Alten Fahrt hindurch. Nördlich von Olfen (40 m), wo sie zur Steveraue renaturiert wurde, fließt sie an der Füchtelner Mühle vorbei, speist den Hullerner Stausee (bei Hullern) und den Halterner Stausee, in dem ihr der Mühlenbach rechtsseitig zufließt.

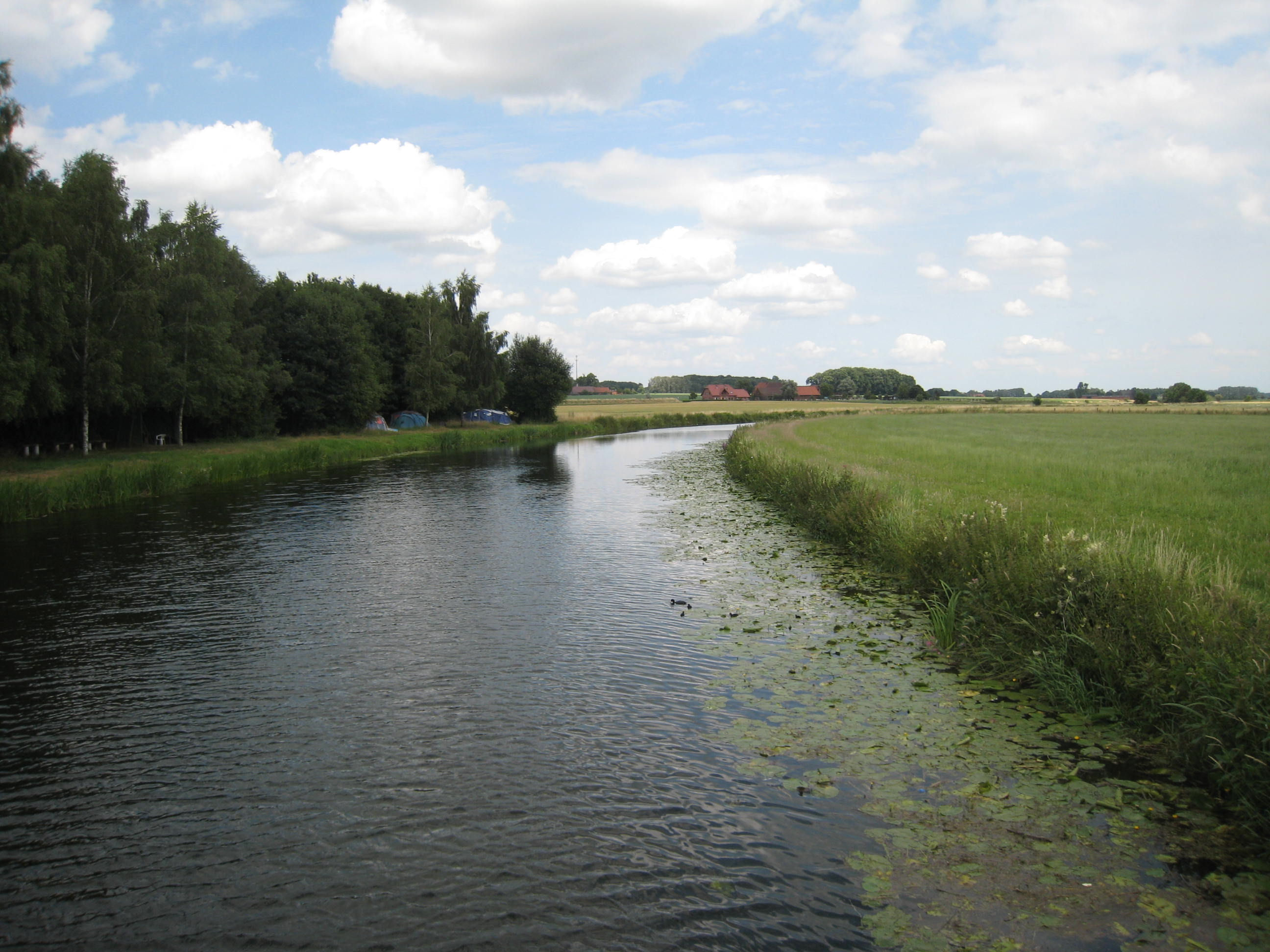
Stever bei Selm
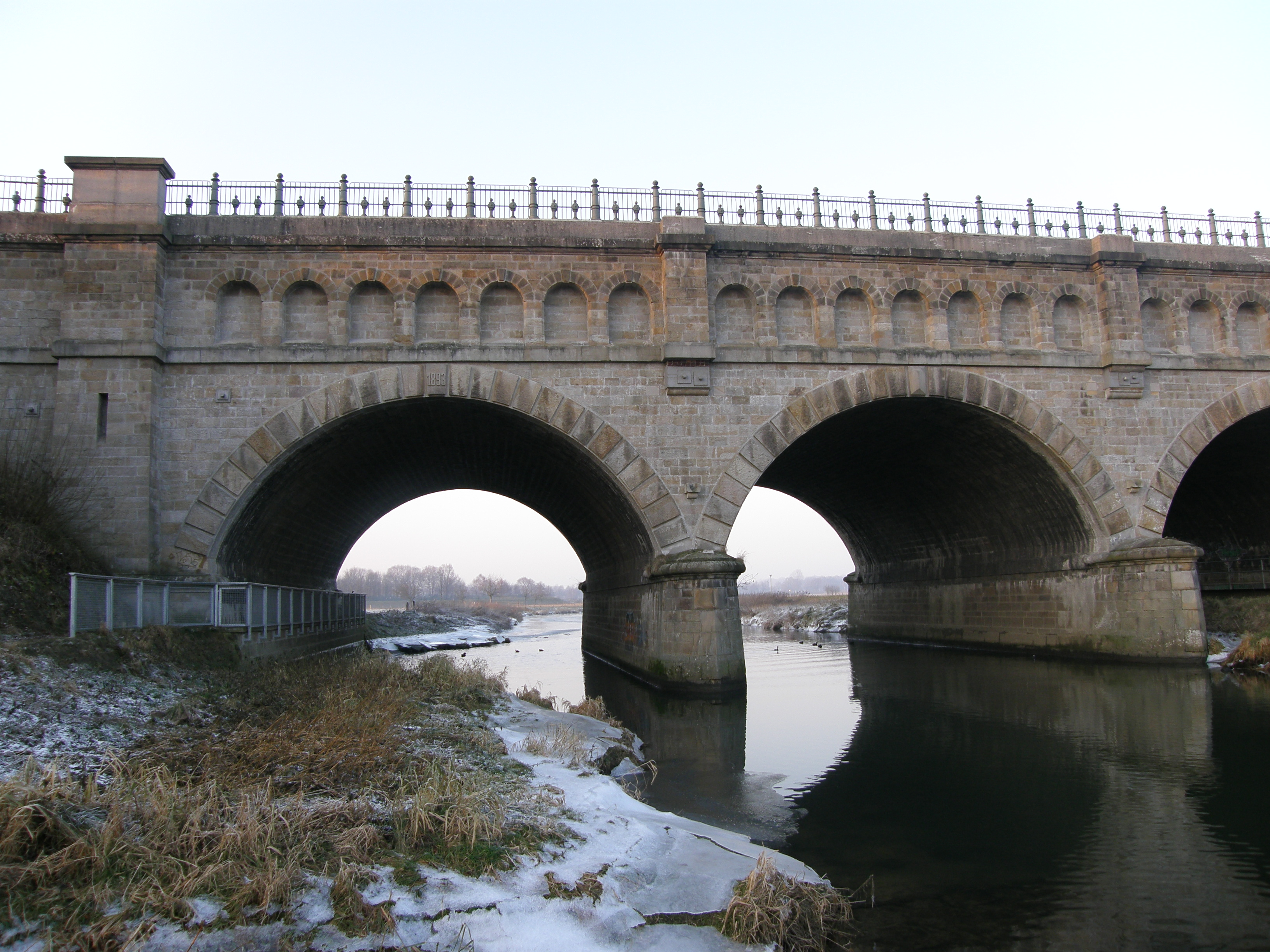
Kanalbrücke der Alten Fahrt über die Stever
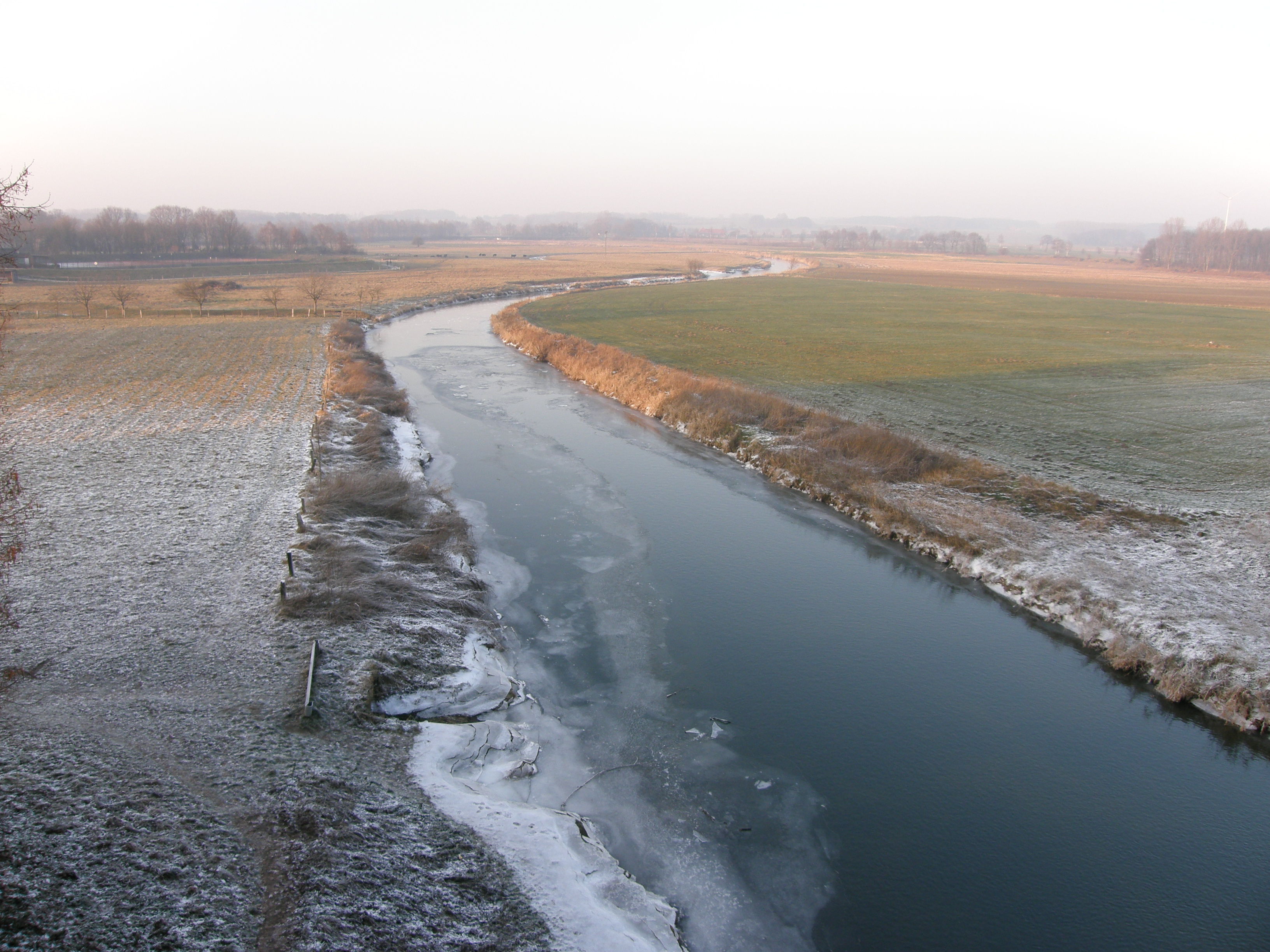
Steveraue in Olfen
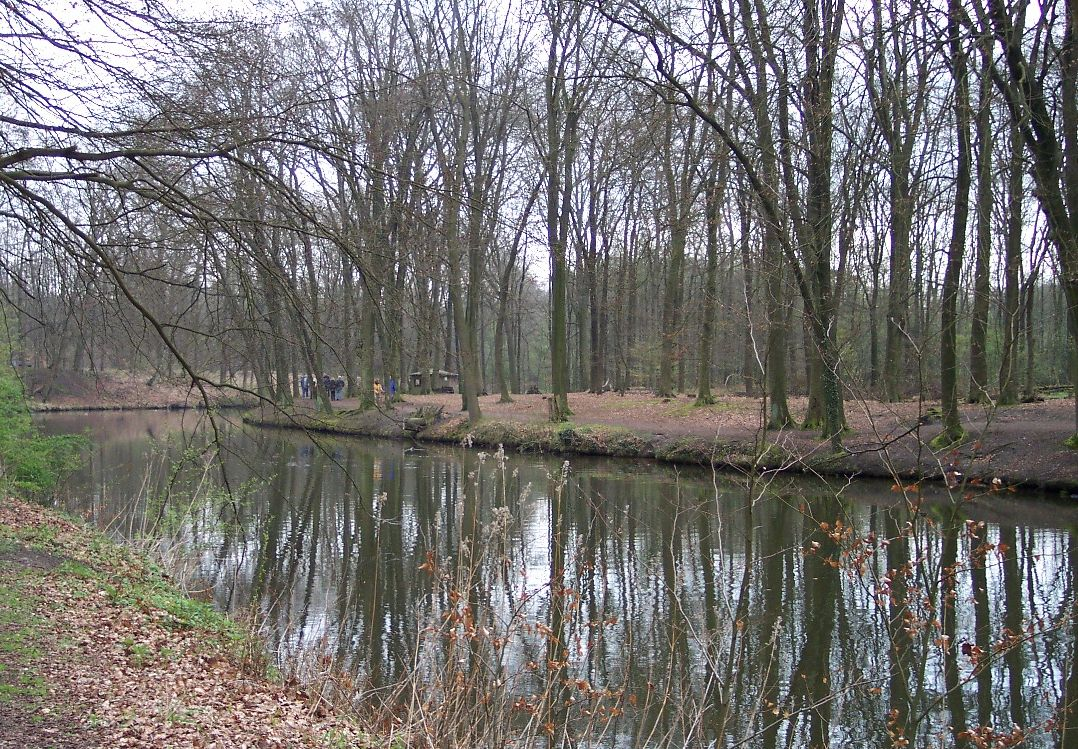
Stever bei Haltern am See

Kurz unterhalb der Staumauer mündet sie in 34 m Höhe bei Haltern am See in die Lippe.
Das Einzugsgebiet der Stever war 2006/2007 ein Pilotprojekt der Landesregierung NRW zur EU-Wasserrahmenrichtlinie. Anhand des Projekts Maßnahmenprogramm im Einzugsgebiet der Stever wurde das Handbuch des Umweltbundesamtes für die Situation in Nordrhein-Westfalen überarbeitet und erprobt.

### Einzugsgebiet und Zuflüsse
Das Einzugsgebiet der Stever ist 924,126 km² groß. Zu ihren Zuflüssen gehören – mit orographischer Zuordnung (l = linksseitig, r = rechtsseitig), Gewässerlänge, Einzugsgebietsgröße (beide wenn bekannt), Mündungsort und Gewässerkennzahl (GKZ) (flussabwärts betrachtet):
- Helmerbach (l; 15,8 km, 33,5 km²), nahe Senden (2788-2)
- Dümmer (l; 14,2 km, 32,0 km²), in Senden (2788-32)
- Nonnenbach (r; 21,7 km, 36,8 km²), bei Lüdinghausen-Wessels (2788-34)
- Kleuterbach (r; 24,8 km, 118,4 km²), bei Lüdinghausen-Elvert (2788-4)
  - Hagenbach (l; 10,3 km, 25,4 km²), bei Dülmen-Buldern (27884-4)
- Beverbach (l; 11,4 km, 25,9 km²), nahe Lüdinghausen (2788-54)
- Teufelsbach (l; 12,1 km, 36,9 km²), nahe Lüdinghausen-Ernen (2788-56)
- Funne (l; 22,2 km, 55,3 km²), nahe dem Ternscher See (2788-6)
- Ternsche (l), Abfluss des Ternscher Sees zur nahen Stever (2788-71)
- Selmer Bach oder Paßbach (l; 12,0 km, 26,3 km²), nahe Ternsche (in 2788-72)
- Halterner Mühlenbach (r; 30,7 km, 295,6 km²), nahe Haltern-Sythen in den vom Fluss durchflossenen Halterner Stausee (2788-8)

### Ortschaften
Ortschaften an der Stever sind:
- Nottuln
- Senden
- Lüdinghausen
- Selm
- Olfen
- Haltern am See

## Mühlen
Wie im Münsterland üblich wurde der Wasserlauf von zahlreichen Mühlen genutzt, hier ein Auszug:
- Wassermühle in Stevern am Hof Schulze-Westerath, Stevern 37, früheste urkundliche Erwähnung als Mühle 1599
- Stiftsmühle und Westerodemühle in Stevern
- Wassermühle des Hauses Groß-Schonebeck nahe Appelhülsen
- Korn- und Ölmühle des Hauses Vischering[7]
- Mühle der domkapitularischen „Borg“
- Füchtelner Mühle[8]
- Korn- und Ölmühle des Hauses Kakesbeck[9]

## Renaturierung
Im Rahmen der Regionale 2016 wurden als Baustein des Projektes WasserWege Stever in Senden zwei Wehre und weitere Querbauwerke entfernt und die Stever teilweise neu trassiert.